# Strepera graculina
Il currawong bianconero o currawong pezzato (Strepera graculina (Shaw, 1790)) è un uccello passeriforme della famiglia Artamidae.

## Etimologia
Il nome scientifico della specie, graculina, significa "simile a Gracula" ed è un riferimento all'aspetto di questi uccelli, così come un riferimento all'aspetto è il loro nome comune.

## Descrizione

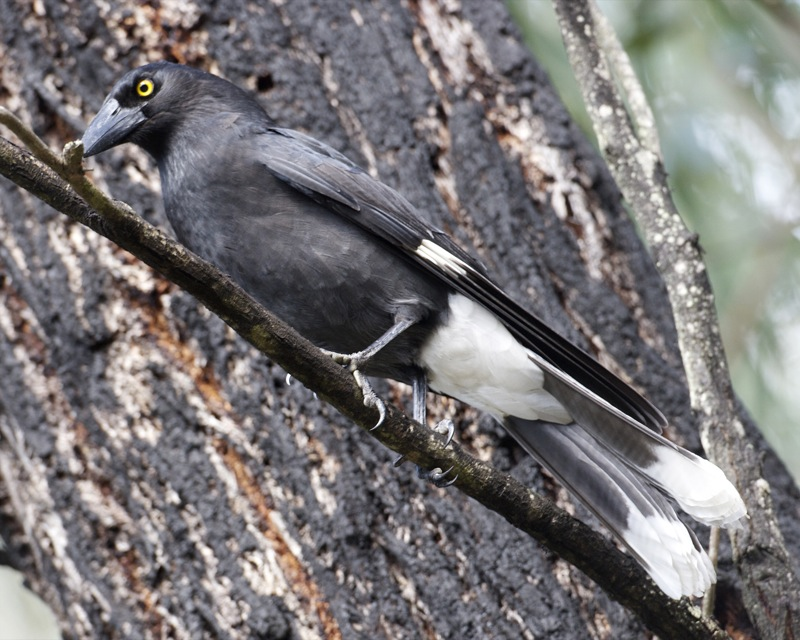
Esemplare nel parco nazionale Great Otway.

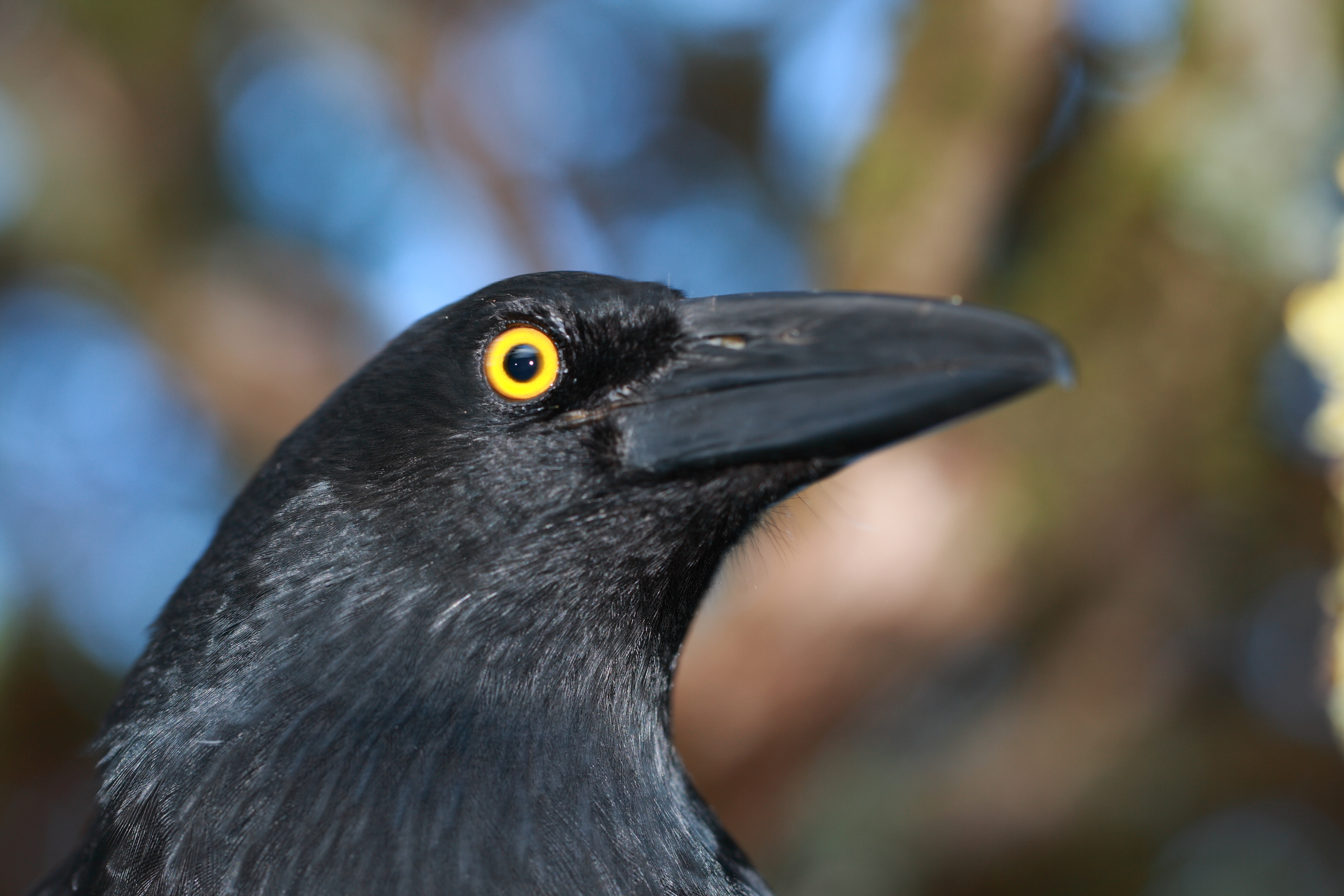
Primo piano di esemplare di Lord Howe.

### Dimensioni
Misura 44–50 cm di lunghezza, per 243-385 g di peso e un'apertura alare di 56–77 cm: le dimensioni medie tendono a crescere secondo un gradiente che va da nord verso sud, con le sottospecie meridionali più grandi di quelle settentrionali. A parità d'età, le femmine sono leggermente più piccole e leggere rispetto ai maschi.

### Aspetto
Si tratta di uccelli dall'aspetto robusto, muniti di lunga coda squadrata, ali lunghe, larghe e digitate, grossa testa con becco lungo con punta della mandibola superiore lievemente uncinata e zampe forti e robuste. Nel complesso, questi uccelli ricordano molto i corvi, dai quali possono essere differenziati per il becco più grande in proporzione alla testa e per la testa più piccola in rapporto alle dimensioni del corpo.
Il piumaggio è di colore nero lucido su tutto il corpo, meno che su sottocoda, codione, base delle remiganti primarie ed orlo e base delle penne della coda, dove esso si presenta di colore bianco candido (da cui il nome comune della specie). Man mano che si va da nord verso sud il nero del piumaggio tende a divenire più opaco, le aree bianche meno estese ed il becco più piccolo.
Becco e zampe sono anch'essi neri, mentre gli occhi sono di colore giallo, stesso colore dell'interno del becco.

## Biologia

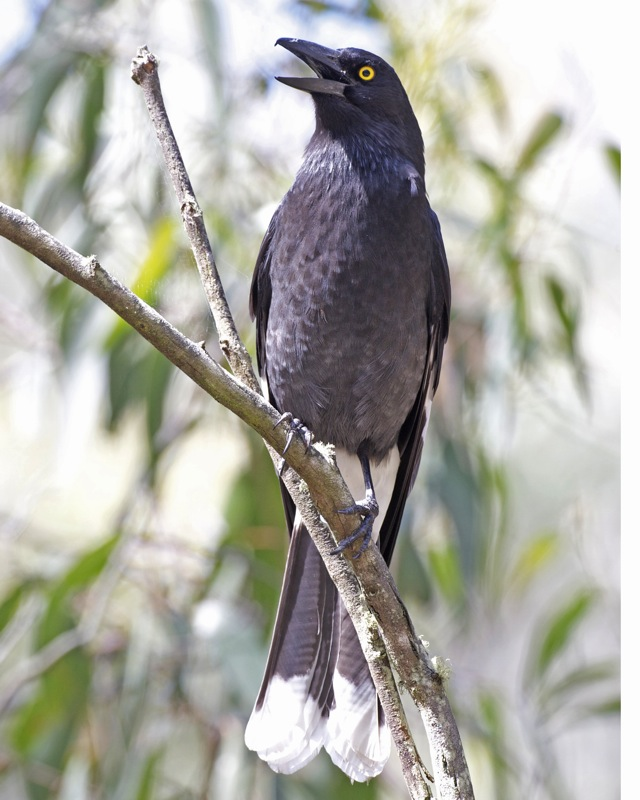
Esemplare canta nel Victoria.

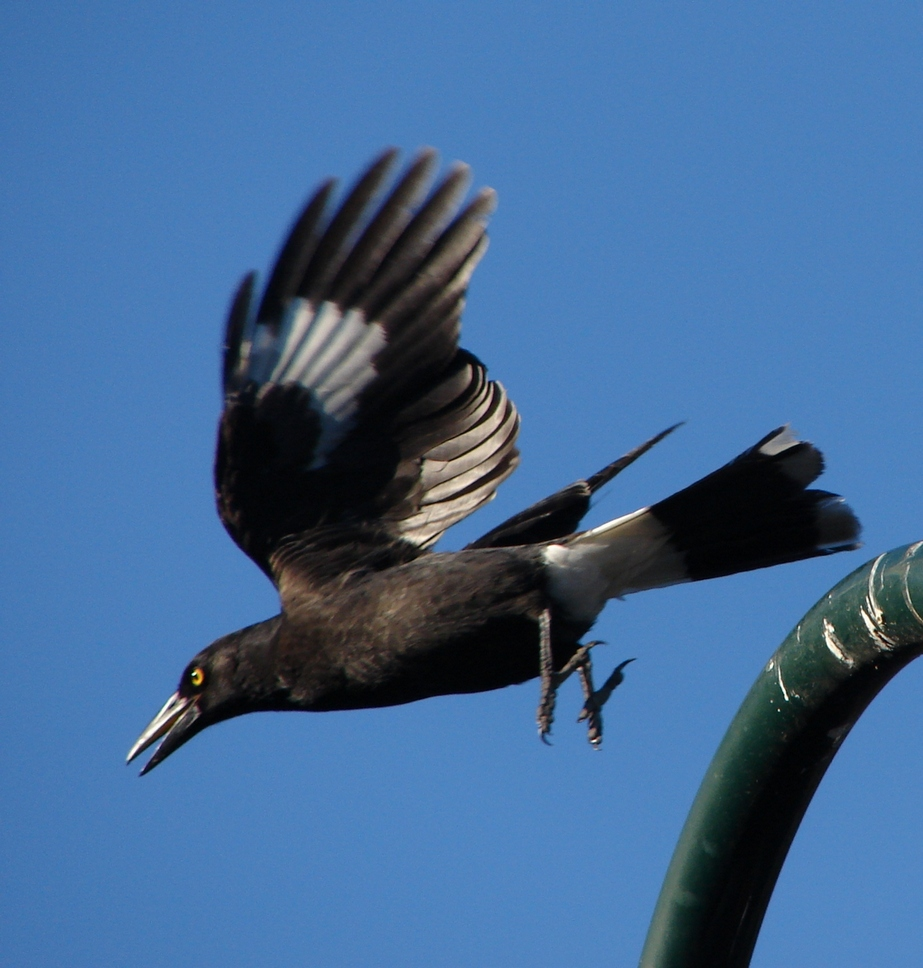
Esemplare spicca il volo.

Si tratta di uccelli dalle abitudini diurne, che passano la maggior parte della giornata fra gli alberi alla ricerca di cibo, facendo poi ritorno verso il tramonto verso posatoi comuni ai quali si riuniscono durante l'inverno fino a una cinquantina d'individui, che durante il giorno invece si disperdono muovendosi solitari, in coppie (soprattutto durante l'estate) o in piccoli gruppi (in particolar modo durante l'inverno, quando possono associarsi ad altre specie quali la gazza australiana, lo storno, il currawong grigio e l'uccello giardiniere satinato).
Si tratta di uccelli molto vocali, che emettono i propri richiami in volo a tutte le ore del giorno, ma specialmente quando si trovano sui rami che utilizzano per riposarsi durante la notte, all'alba e al tramonto. Il loro richiamo è piuttosto musicale e suona come curra-wong, da cui il loro nome comune: questi uccelli possono inoltre emettere vocalizzazioni fischianti, vagamente simili a un ululato. I richiami della sottospecie di Lord Howe sono lievemente differenti da quelli delle sottospecie australiane.

La tradizione popolare vuole che il richiamo dei currawong bianconeri sia un segnale di pioggia imminente.

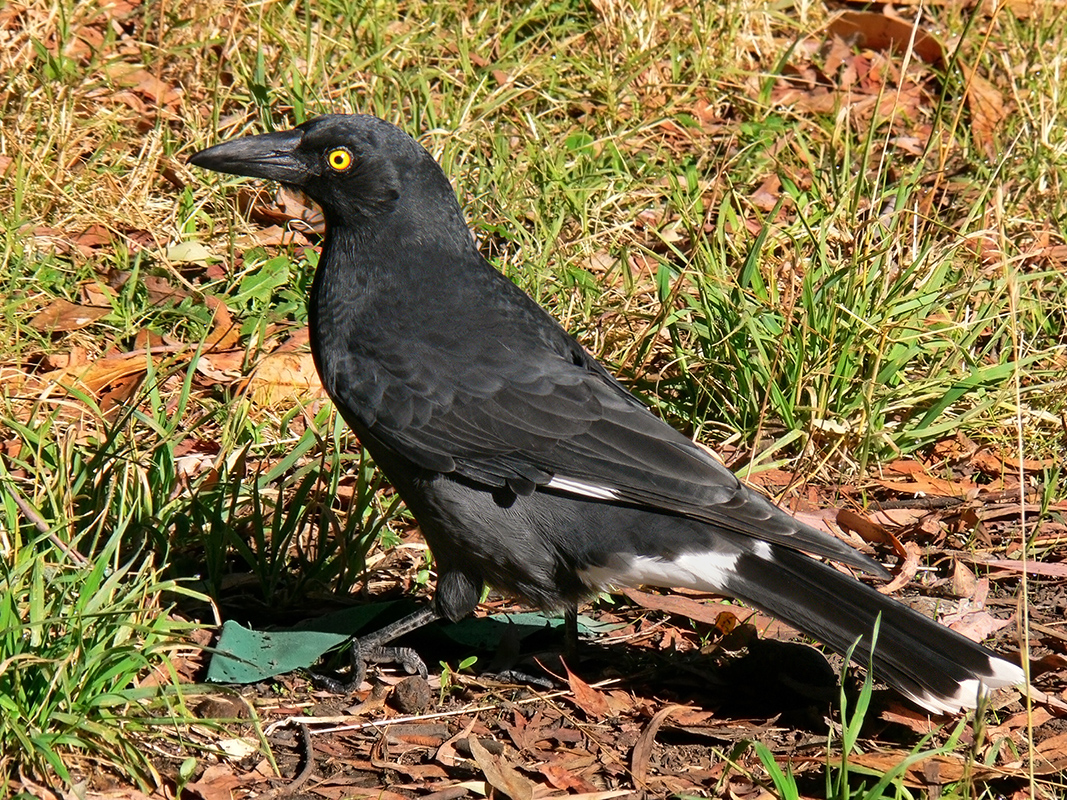
Esemplare al suolo.

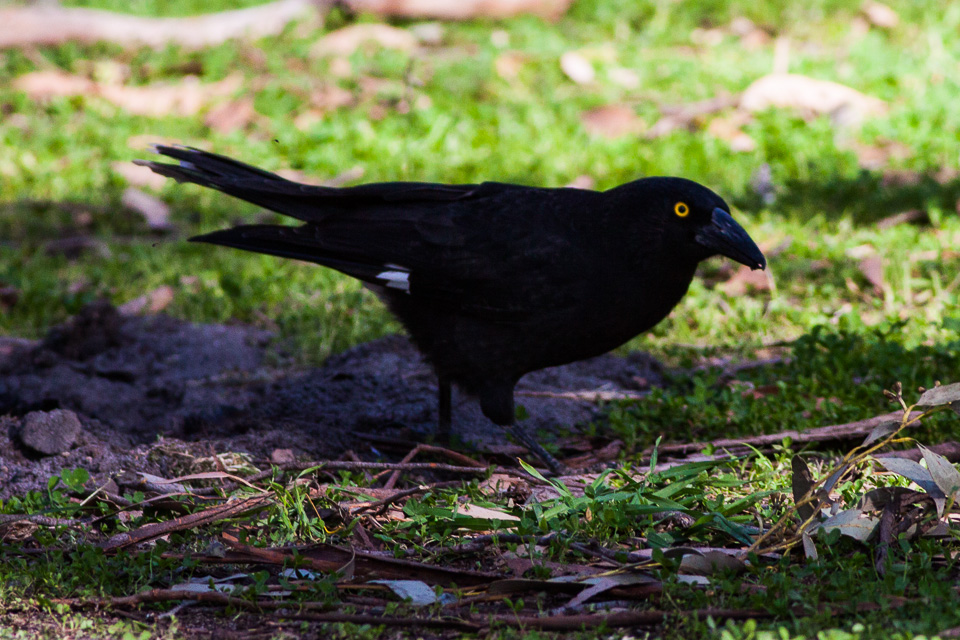
Esemplare si nutre al suolo.

I gruppi sono molto attivi nello scacciare eventuali predatori come rapaci o corvi, utilizzando per intimorirli atteggiamenti aggressivi come picchiate, inseguimenti aerei e lo schioccare del becco: fra di loro, invece, i currawong bianconeri segnalano aggressività tenendo il collo teso con corpo e testa paralleli al suolo, puntando il becco in direzione del nemico.

I vari membri del gruppo possono inoltre essere osservati in interazioni sociali complesse come il gioco, con un esemplare che si pone in cima a un albero o un palo e gli altri che tentano di scacciarlo mediante picchiate, al fine di prenderne il posto.

Questi uccelli sono inoltre grandi amanti dei bagni d'acqua e di fango, e sono stati osservati anche compiere bagni di formiche.

### Alimentazione

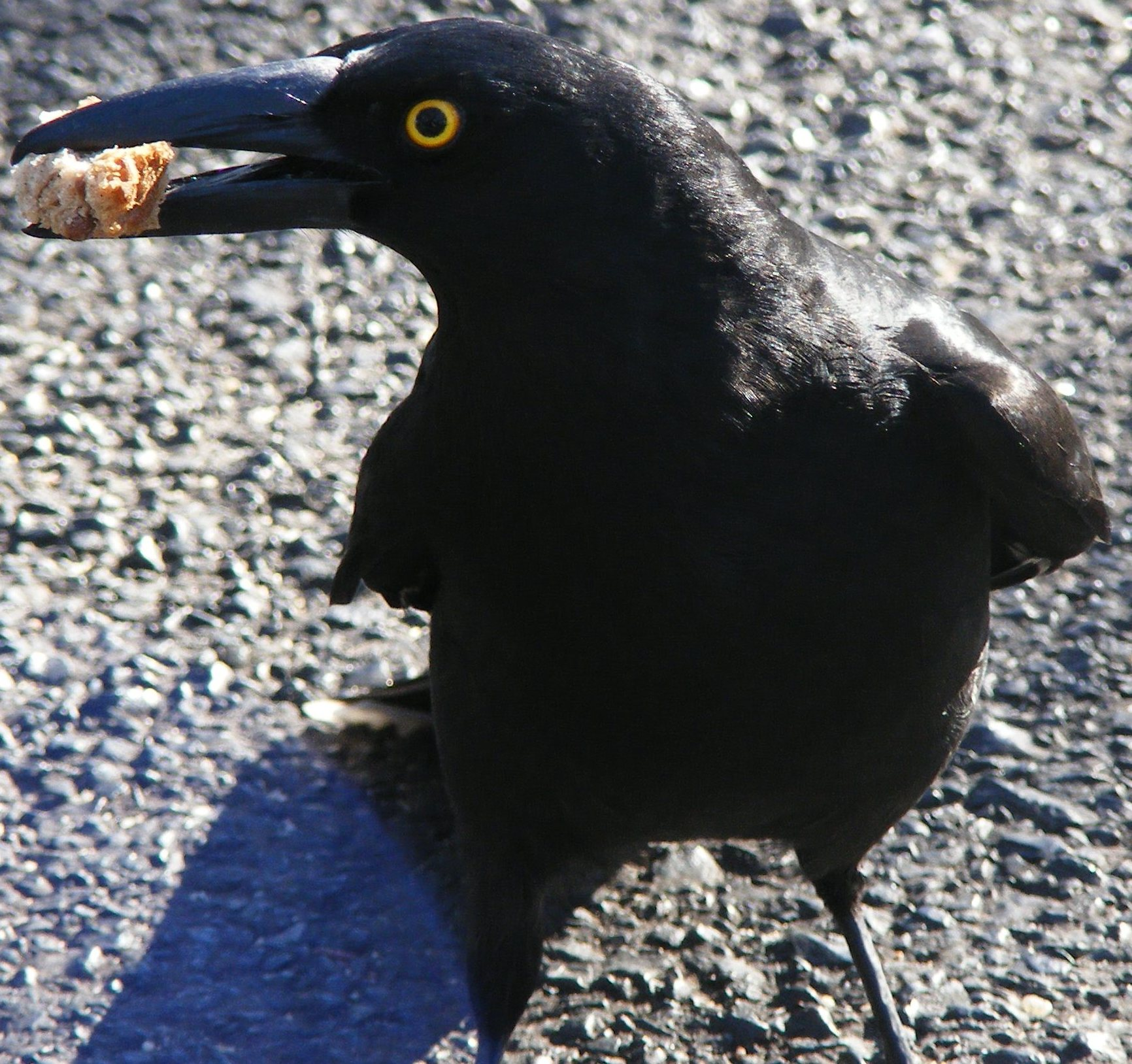
Esemplare prende del cibo dall'uomo nelle Blue Mountains.

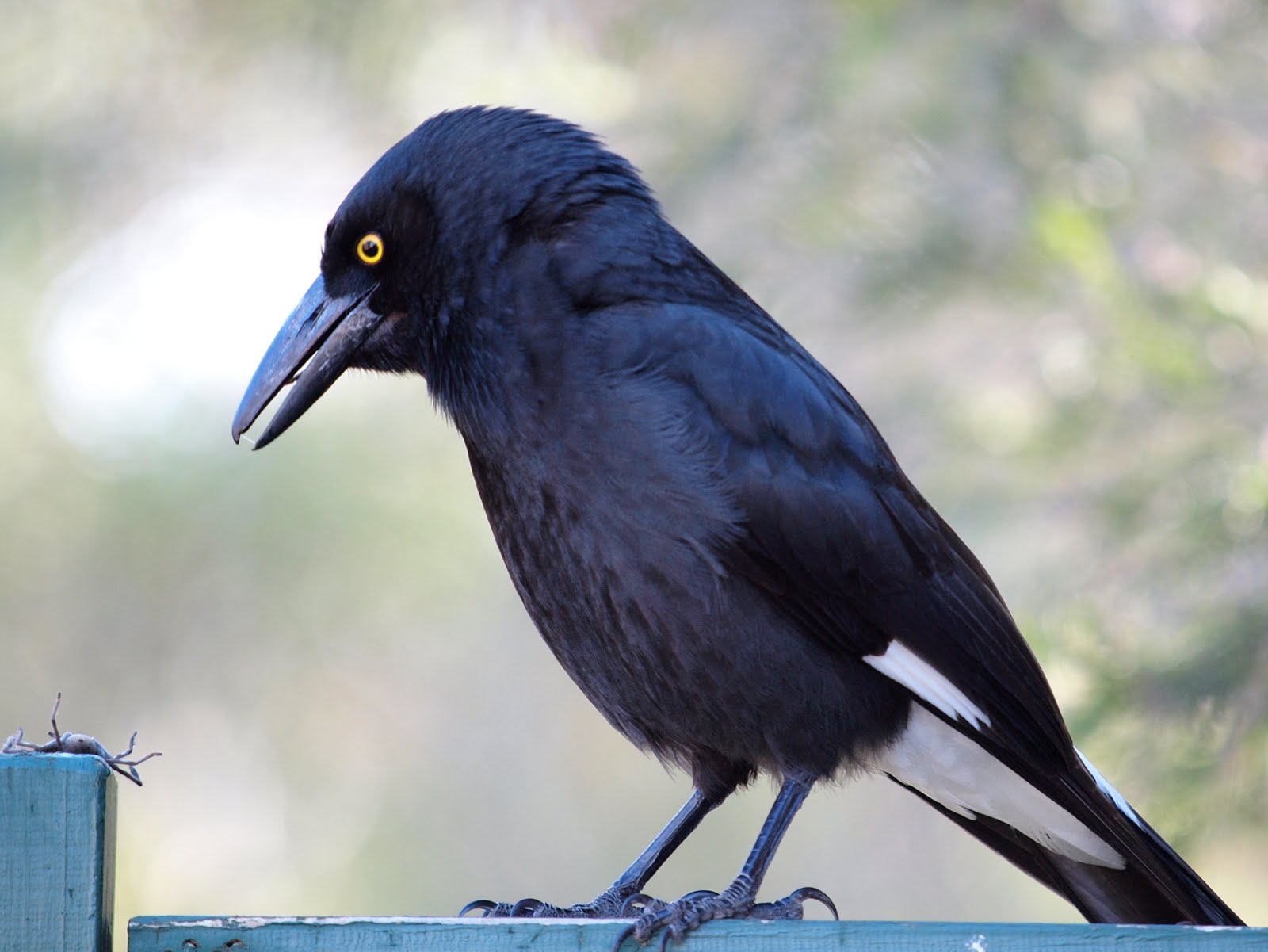
Esemplare si procaccia il cibo nei pressi di Canberra.

Il currawong bianconero è un animale onnivoro dalla dieta opportunistica, che si nutre a seconda del cibo a disposizione di una grande varietà di frutta (soprattutto fichi, ma anche Syzygium, albero dei paternostri, podocarpo e Persoonia)  e bacche, granaglie, invertebrati (soprattutto formiche, coleotteri e lumache), uova e piccoli vertebrati (scinchi, topolini, pulcini), nonché carcasse. La componente vegetale è predominante durante l'inverno australe, mentre quella animale è maggiore durante i mesi estivi.
Questi uccelli rinvengono il cibo perlopiù fra gli alberi, ma possono anche calare sulla preda al suolo scendendo in picchiata da un ramo oppure cercare il cibo direttamente al suolo, muovendosi a saltelli. Essi si dimostrano molto confidenti, non esitando a prendere il cibo dalle mani dell'uomo e cercando il cibo in aree antropizzate, ad esempio fra i rifiuti, danneggiando talvolta allevamenti e piantagioni, ma al contempo potendo avere effetti benefici per queste ultime in quanto consumano insetti dannosi quali i fasmidi e la carpocapsa del melo.

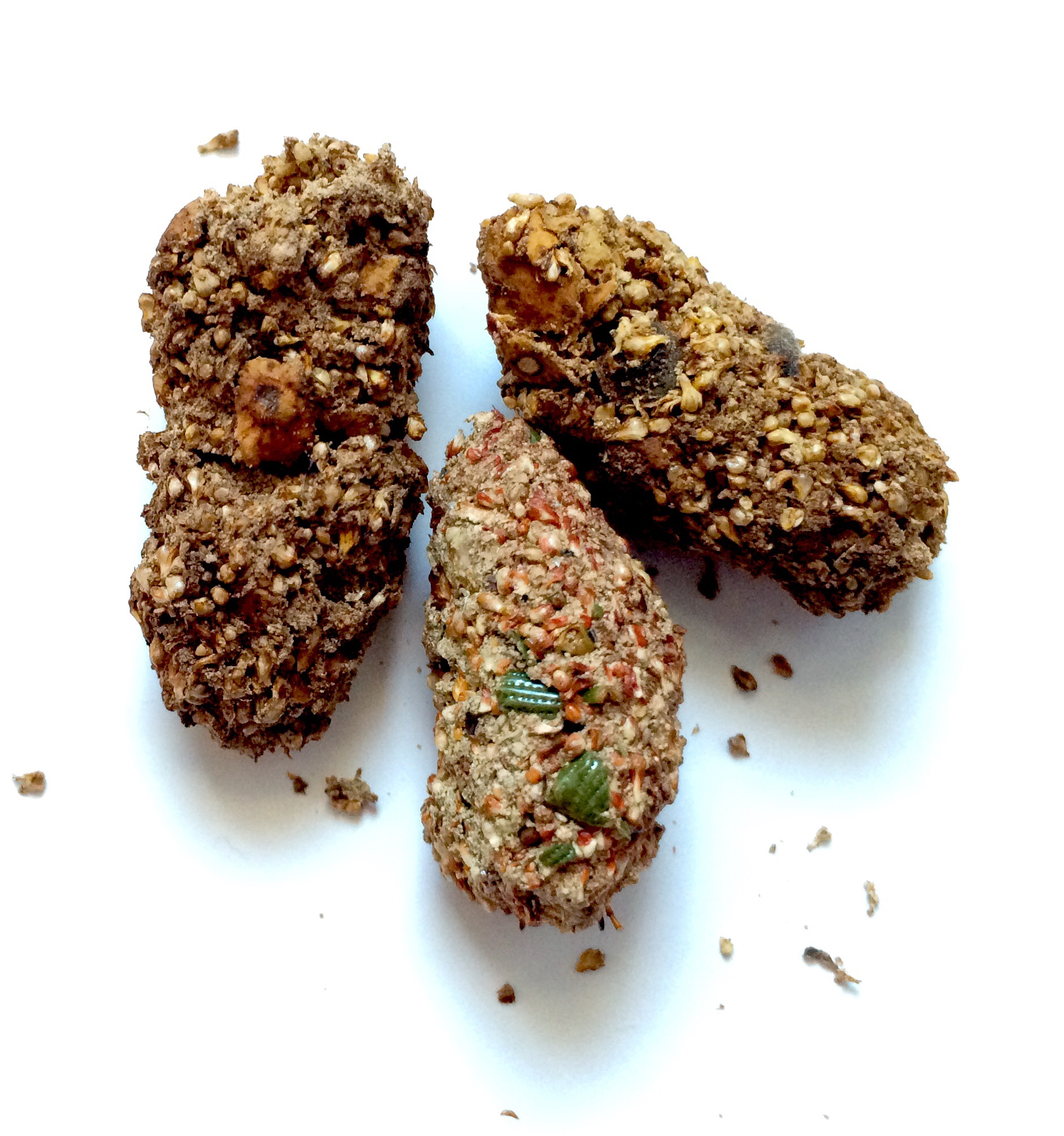
Borre di currawong bianconero.

Essi non esitano a rubarsi il cibo fra loro ed anche ad uccelli di altre specie, come il lodolaio australiano, lo sparviero dal collare australiano e il cacatua solforato.
La voracità di questi uccelli li rende secondo alcuni un pericolo per alcune specie di uccelli nativi, dei quali essi sono potenziali predatori di uova e nidiacei: sebbene alcuni studi forniscano risultati in tal senso (ad esempio la loro rimozione da alcune zone protette ha portato all'aumento numerico di alcune specie ed alla ricolonizzazione da parte di altre che erano scomparse da tempo, ed inoltre i nidiacei di sericorno dal sopracciglio bianco si zittiscono immediatamente ascoltando la registrazione di un currawong bianconero che si muove al suolo), in generale il currawong bianconero sembra attaccare di preferenza le specie introdotte.

A causa della sua abitudine a rigurgitare borre, inoltre, questi uccelli sono stati collegati all'aspansione di alcune specie aliene di piante quali l'asparago sudafricano, il fico d'India e alcune specie di ligustro e piracanta.

### Riproduzione
La stagione riproduttiva va da agosto a dicembre: nonostante si tratti di uccelli molto comuni, si sa sorprendentemente poco dei loro costumi riproduttivi.

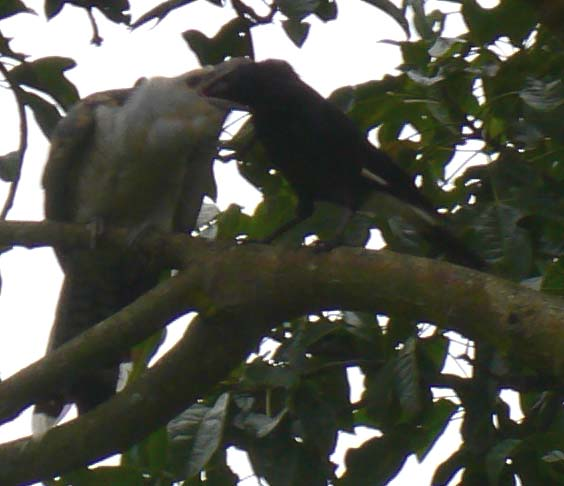
Un esemplare nutre un giovane cuculo dal becco scanalato.

Si tratta di uccelli monogami, le cui coppie durante il periodo degli amori divengono marcatamente territoriali, scacciando eventuali intrusi dal raggio di circa 250 m dal nido ed anche dai siti di foraggiamento: i comportamenti aggressivi (picchiate, schiocchi del becco) sono esibiti soprattutto dai maschi.

Il nido viene costruito durante la primavera australe: a edificarlo è la sola femmina, sorvegliata da presso dal maschio. Essa si serve di rametti sottili intrecciati a formare una rozza coppa, che viene poi rifinita con pezzetti di corteccia e steli d'erba secca: il nido viene costruito in alto su di un albero (preferibilmente un vecchio eucalipto) in zone a buona copertura arborea, di preferenza foreste mature.
All'interno del nido, la femmina depone 3 uova bruno-rosate con pezzature di color bruno-lavanda, di circa 30 × 42 mm, che essa provvede a covare da sola per circa un mese, sebbene non si conosca il periodo esatto d'incubazione.

I pulli sono ciechi ed implumi alla schiusa, ma già entro la prima settimana di vita mostrano la crescita di un rado piumino grigio cenere: essi vengono accuditi da ambedue i genitori, sebbene per i primi giorni di vita il maschio non li imbecca direttamente, ma passa il suo cibo alla femmina, che provvede in seguito ad alimentare la nidiata.
La speranza di vita di questi uccelli si aggira attorno ai 20 anni.

Il currawong bianconero subisce parassitismo di cova da parte del cuculo becco scanalato.

## Distribuzione e habitat

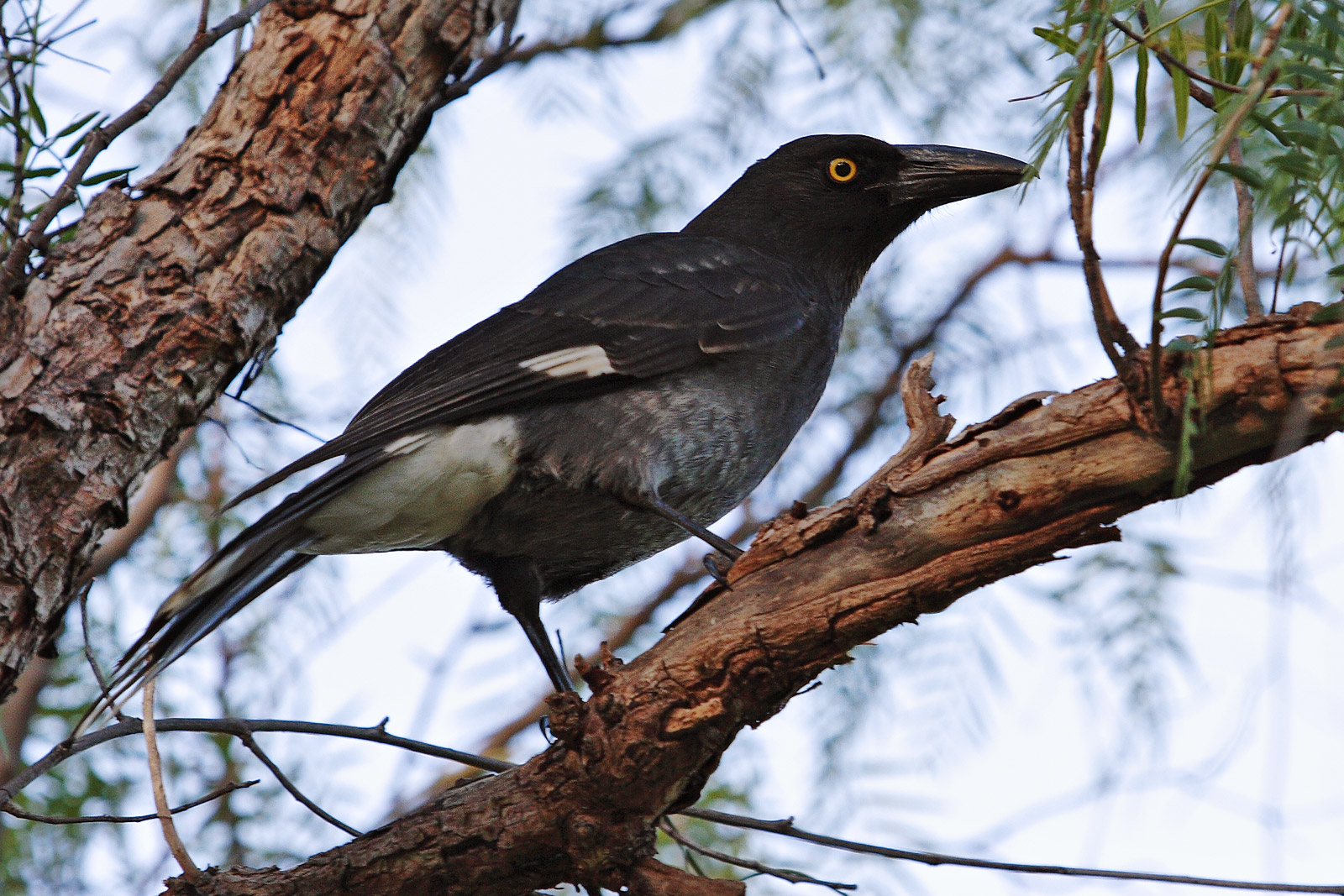
Esemplare su albero di pepe rosa a Swifts Creek.

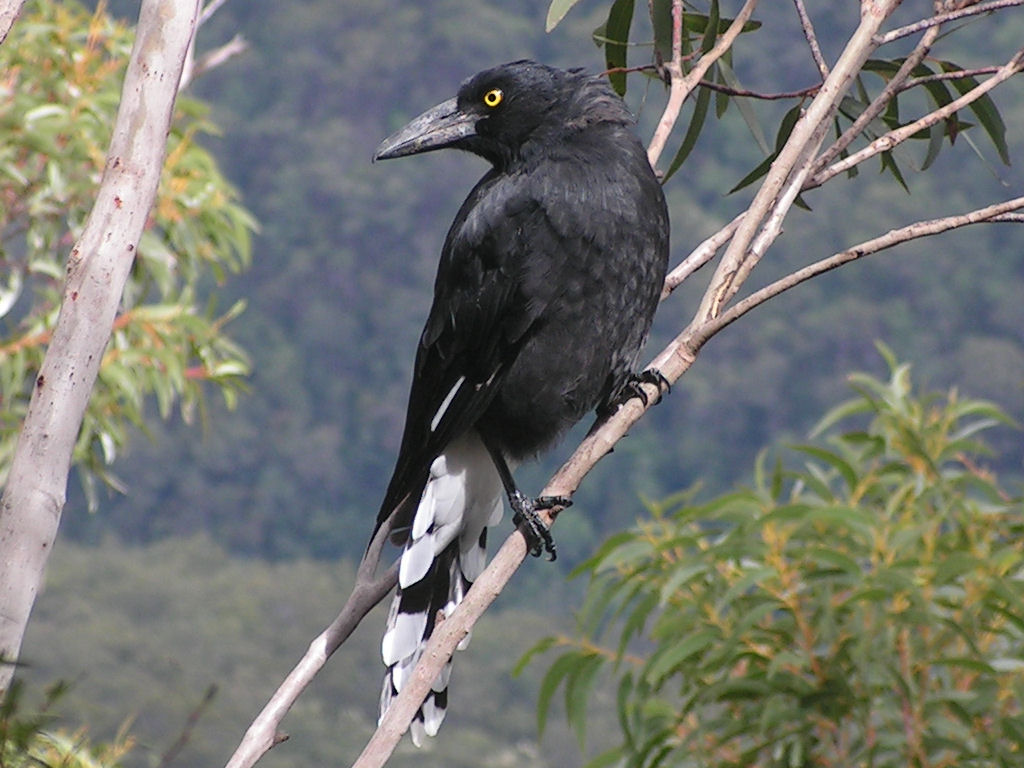
Esemplare sulle Blue Mountains.

Il currawong bianconero è diffuso lungo un'ampia fascia costiera dell'Australia orientale, che va dalla penisola di Capo York alla porzione occidentale del Victoria: con una sottospecie endemica, questi uccelli sono inoltre presenti sull'isola di Lord Howe, mentre le popolazioni che abitavano alcune isole della Grande barriera corallina sono ormai scomparse.

Si tratta di uccelli generalmente residenti, tuttavia, specie nelle aree più temperate, essi possono spostarsi durante l'inverno, scendendo di quota o muovendosi verso zone più calde.
L'habitat di questi uccelli è rappresentato dalla foresta a sclerofille, sia umida che secca, con predilezione per le foreste a prevalenza di eucalipto.

Il currawong bianconero ha beneficiato non poco della presenza umana, divenendo residente fisso in molti insediamenti urbani anche in zone normalmente non frequentate (come l'interno del Nuovo Galles del Sud) o frequentate solo durante i mesi invernali, all'infuori del periodo riproduttivo (come Sydney, Canberra o Brisbane, dove questi uccelli sono ormai presenze fisse nei parchi cittadini): si stima che nel corso di trent'anni la popolazione australiana di currawong bianconeri sia raddoppiata (da tre a sei milioni fra gli anni '60 e gli anni '90).

## Tassonomia
Se ne riconoscono sei sottospecie:
- Strepera graculina graculina (Shaw, 1790) - la sottospecie nominale, diffusa dal Queensland orientale (a sud di Bowen) alle Blue Mountains;
- Strepera graculina magnirostris White, 1923 - diffusa nella porzione nord-orientale della penisola di Capo York;
- Strepera graculina robinsoni Mathews, 1912 - diffusa nella porzione meridionale della penisola di Capo York da Cooktown a Ingham;
- Strepera graculina crissalis Sharpe, 1877 - endemica di Lord Howe e degli isolotti circonvicini;
- Strepera graculina nebulosa Schodde & Mason, 1999 - diffusa in Nuovo Galles del Sud sud-orientale e Victoria orientale;
- Strepera graculina ashbyi Mathews, 1913 † - originaria della porzione sud-occidentale del Victoria, fra Ballarat e Capo Otway, estinta nella sua forma pura.

Alcuni autori riconoscerebbero anche le sottospecie grampianensis dei monti Grampiani e riordani dell'area di Geelong, ambedue considerate meticci in quanto rinvenute in aree dove si sovrappone l'areale di più sottospecie: la stessa sottospecie ashbyi (considerata estinta nella sua forma pura, in quanto meticciata con nebulosa in espansione verso ovest) potrebbe essere stata un morfo di S. g. nebulosa. Per contro, secondo alcuni gli uccelli di Lord Howe (sottospecie crissalis) sarebbero sufficientemente distinti da poter essere elevati al rango di specie a sé stante.

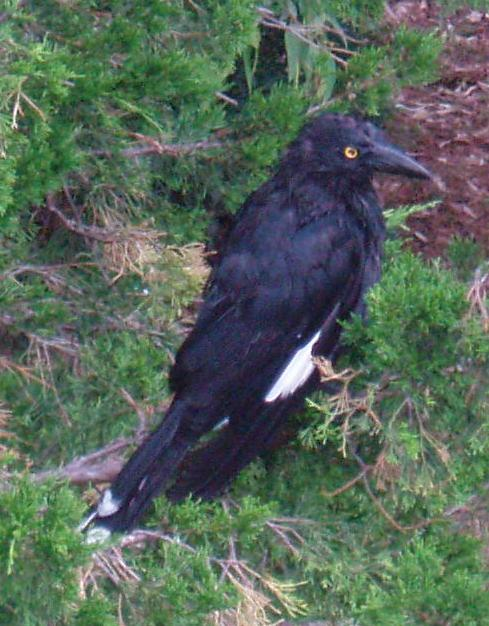
Esemplare della sottospecie nominale.
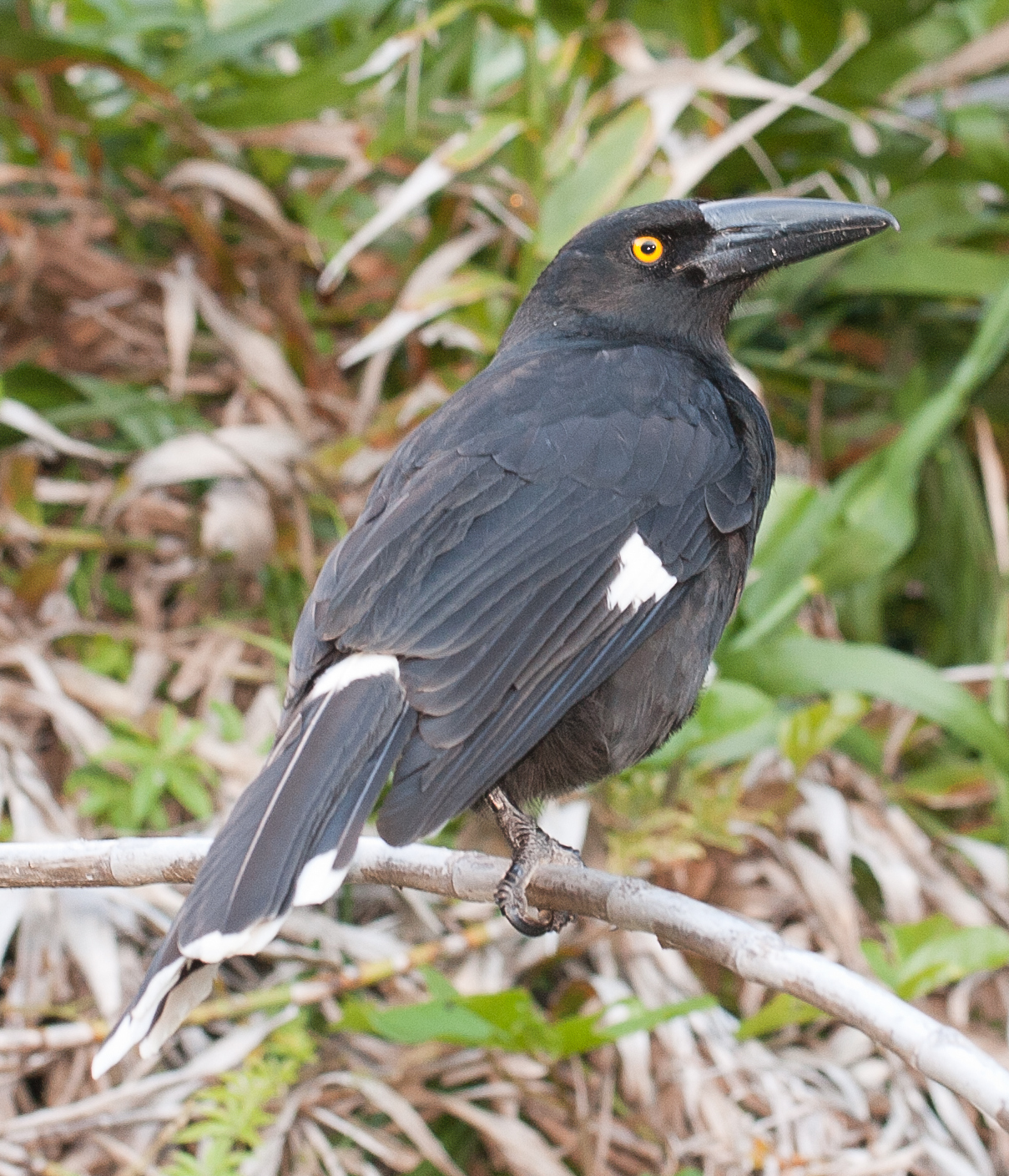
Esemplare della sottospecie crissalis.
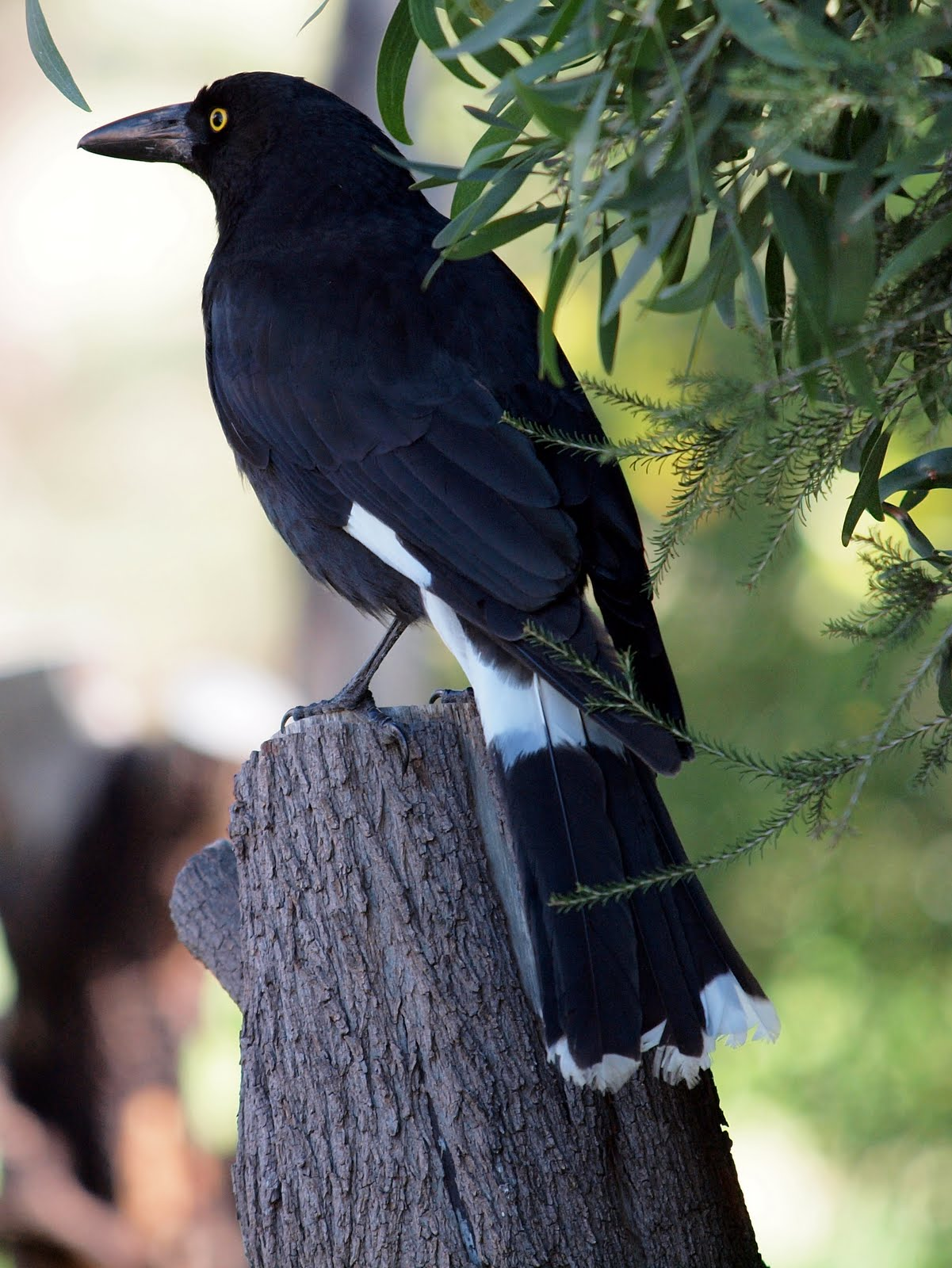
Esemplare della sottospecie nebulosa.